# Финдли, Нил Дуглас
Нил Дуглас Финдли (англ. Neil Douglas Findlay; 7 мая 1859, Ланаркшир, Лоуленд, Шотландия, Великобритания — 10 сентября 1914, Прие, Эна, Пикардия, Франция) — британский военный деятель, бригадный генерал Армии. Офицер Королевской артиллерии Финдли участвовал в Хазарской экспедиции 1888 года и во Второй англо-бурской войне. За свои действия, он получил высокую оценку генерала Редверса Буллера и впоследствии стал штабным офицером. После начала Первой мировой войны Финдли был произведен в бригадные генералы и назначен командиром 1-й пехотной дивизии Королевский артиллерии. В этом звании и чине, во время битвы на Эне, Финдли был убит осколками разорвавшегося немецкого снаряда.

## Биография

### Молодые годы и семья
Нил Дуглас Финдли родился 7 мая 1859 года в Истерхилл-хаусе в шотландском Ланаркшире в семье Гамильтон Дуглас и Томаса Данлопа Финдли. Они поженились 8 июля 1855 года в Эдинбурге.

### Начало военной карьеры и женитьба
В январе 1878 года Нил поступил в Королевскую военную академию в Вулвиче в качестве джентльмен-курсанта, и 18 декабря 1878 года произведён в лейтенанты Королевской артиллерии. В то же время он женился на Алме Ллойд, родившей двух дочерей: Констанс (род. в 1880) и Энн (род. в 1881).

### Экспедиция в Индии
23 июля 1887 года Финдли получил звание капитана и принял участие в Хазарской экспедиции 1888 года в Британской Индии, где был упомянут в донесениях. До этого, он провел некоторое время в штабном колледже Камберли.

### На войне с бурами
1 марта 1894 года Финдли был произведён во адъютанты. 21 декабря 1896 года он был повышен до звания майора, и поступил в Королевскую полевую артиллерию, созданную 1 июля 1899 года. После этого, он принял участие во Второй англо-бурской войне, в частности в боевых действиях в Натале и Трансваале, а также деблокаде Ледисмита. В это время, Финдли был ответственен за боеприпасы и находился под командованием генерал-лейтенанта Редверса Буллера и был дважды упомянут в донесениях. За своё участие в кампании он получил Медаль королевы за Южную Африку с шестью пряжками.
Буллер был впечатлен производительностью Финдли, заявляя, что «майор Финдли один из лучших офицеров, которых я встречал. Он был замечательным командиром колонны боеприпасов, загруженной боеприпасами различной природы. Его батареи были полными каждую ночь, и он ни разу не ошибся. Он имеет всю квалификацию для штаба и для высшего командования, и я желаю удостоить его имя вашего внимания, как заслуживающего полного уважения». Данная благоволительная оценка была опубликована в правительственном вестнике «The London Gazette» от 8 февраля 1901 года, и 5 марта Финдли был назначен штабным офицером.

### Штабной офицер
29 ноября 1900 года Финдли был временно повышен до подполковника, и до 15 апреля 1904 года служил бригадным майором 1-го армейского корпуса. Он сменил на этом посту Джона Филипа Дю Кана, позже вошедшего в состав Королевской полевой артиллерии и служившего в Первой мировой войне мастером-генералом боеприпасов. 1 сентября 1904 года Финдли был повышен в звании до подполковника, и 30 июня 1905 года стал Компаньоном ордена Бани.
15 октября 1905 года Финдли был временно повышен до полковника, а 2 марта 1908 года — полностью до полковника. Его заменой после последнего назначения стал Александр Гамильтон-Гордон, позже ставший командиром корпуса в Первой мировой войне. Финдли исполнял обязанности помощника генерал-адъютанта в военном министерстве, пока 14 июля 1910 года не был назначен командиром 1-й пехотной дивизии в Олдершоте.

### На Первой мировой войне
Вскоре после начала Первой мировой войны 28 июля 1914 года, 25 августа Финдли был произведен в бригадные генералы. Он был отправлен в качестве командующего 1-й пехотной дивизией во Францию и принял участие в том, что позже стало называться первой битвой при Эне. Немецкие войска взяли господствующую высоту на востоке долины Эны, и совместным франко-британским наступлением планировалось выбить их оттуда. На рассвете 10 сентября британские войска в Венизеле с намерением перейти реку выдвинулись для поддержки французских сил, сражавшихся в Суассоне. Одновременно, французский блок зуавов пересёк Виллесур-Эг, вплотную приблизившись в правому флангу немцев. Британские войска столкнулись с серьёзным сопротивлением немецкого арьергарда около Прёя, в результате чего дислоцированная там британская артиллерия под командованием Финдли была приведена в боевую готовность.
Немецкие осадные гаубицы открыли огонь по артиллерии Финдли и дороги, прилегающей к его позиции, и в результате слишком высоких взрывов осколочных снарядов (от 91 до 122 метров; 300—400 футов), погибло несколько человек. Данная позиция находилась в опасности взятия её немецкими войсками и Финдли приказал привести орудия в действие для немедленной обороны. Затем он подошёл к своему полковому капеллана, отдал ему некоторые личные вещи и просил присмотреть за ними в случае если с ним что-то случится. Финдли остался со своими артиллерийскими орудиями, обеспечивая советами и поддержкой их экипажи, вопреки советам своего персонала перейти в более безопасное место. Британская артиллерия выиграла артиллерийскую дуэль, в результате чего немецкий огонь ослаб, позволив пехоте продвинуться. В этот момент, немцы дали «прощальный» залп, попав в лошадь Финдли и убив их обоих. Финдли был поражен осколками снаряда в голову около левого глаза. Немецкий огонь, возможно, был направлен на отряд британской пехоты, проходивший вдоль дороги рядом с позицией Финдли, в то время как он выбирал новое положение для своих орудий в районе Торей к северу от Шато-Тьерри. В тот же день, пехота союзников успешно переправилась через реку и заставила немцев отступить к Лану и Ла-Феру.
Финдли, ставший первым британским генералом, погибшим на этой войне и описывающийся как один из лучших офицеров от артиллерии, был похоронен на кладбище в Куршане под бронзовым крестом. 15 июня 1938 года его тело было перезахоронено на Британском кладбище Вайи. После его смерти, командующим 1-й пехотной дивизией стал бригадный генерал Эдвард Фаншоу, ставший позже командиром корпуса. На церкви в Маунт-Верноне в Глазго установлена мемориальная доска его памяти.